# Placówka Straży Celnej „Lipówka”

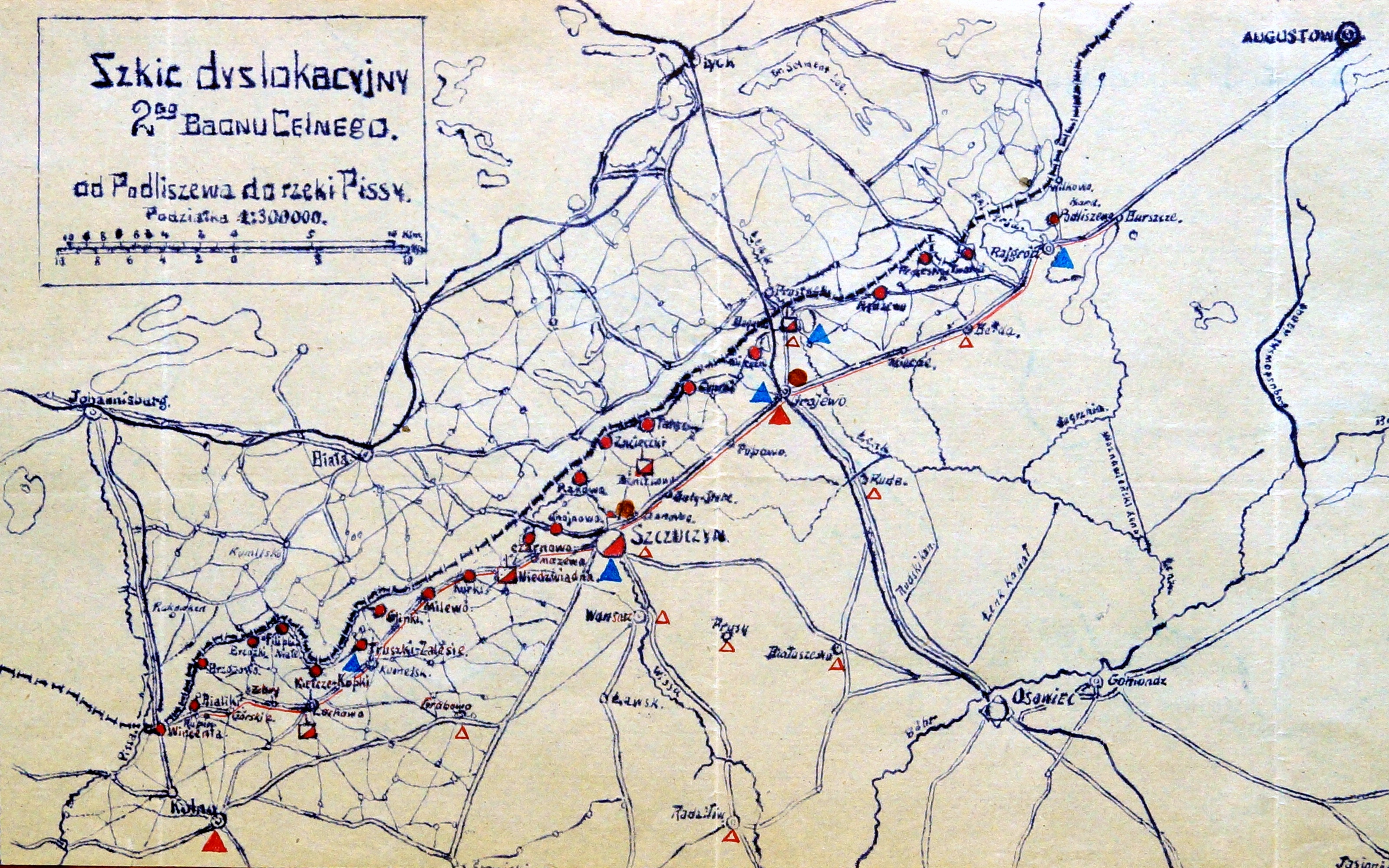
Szkic 2 batalionu celnego w 1921

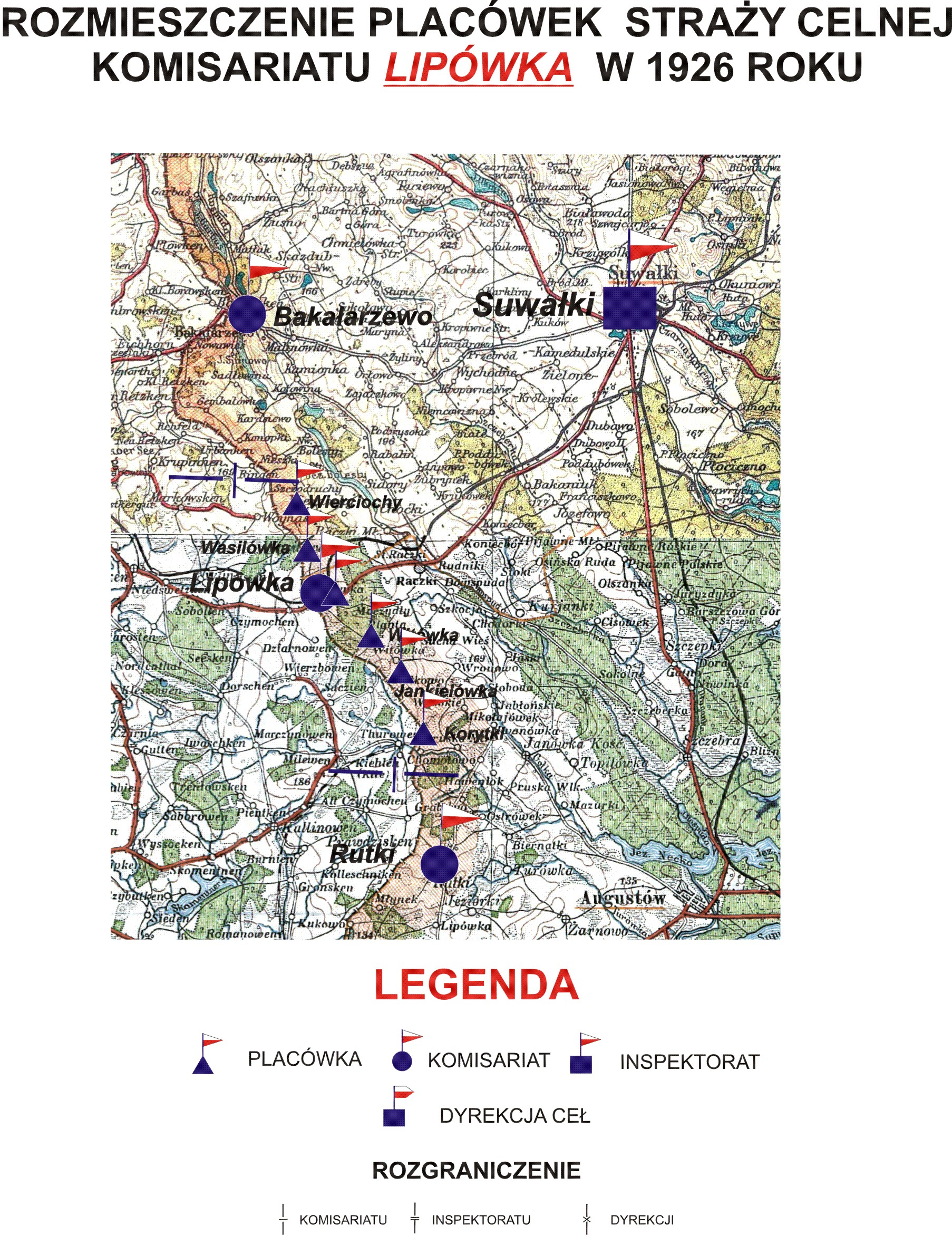
Rozmieszczenie placówek SC komisariatu "Lipówka" w 1926 roku

Placówka Straży Celnej „Lipówka” – jednostka organizacyjna Straży Celnej pełniąca w okresie międzywojennym służbę ochronną na granicy polsko-niemieckiej.

## Geneza
23 września 1920 roku w Lipówce stacjonowała placówka 1 szwadronu 6 pułku strzelców granicznych. Z końcem roku formację Strzelców Granicznych rozwiązano, a jej miejsce zajęły bataliony wartownicze, przekształcone wiosną 1921 w Bataliony Celne. W 1921 roku w Raczkach stacjonował sztab 3 kompanii 2 batalionu celnego. Kompania wystawiała między innymi placówkę w Lipówce. 

## Formowanie i zmiany organizacyjne
Na wniosek Ministerstwa Skarbu, uchwałą z 10 marca 1920 roku, powołano do życia Straż Celną. Od połowy 1921 roku jednostki Straży Celnej rozpoczęły przejmowanie odcinków granicy od pododdziałów Batalionów Celnych. Proces tworzenia Straży Celnej trwał do końca 1922 roku. Placówka Straży Celnej „Lipówka” weszła w podporządkowanie komisariatu Straży Celnej „Lipówka” z Inspektoratu SC „Suwałki”.
W drugiej połowie 1927 roku przystąpiono do gruntownej reorganizacji Straży Celnej. W praktyce skutkowało to rozwiązaniem tej formacji granicznej. Ochronę północnej, zachodniej i południowej granicy państwa przejęła powołana z dniem 2 kwietnia 1928 roku Straż Graniczna.
W roku 1927 rozwiązano Inspektorat Straży Celnej „Suwałki”, w tym komisariat Straży Celnej „Lipówka”, a rejon ochranianej granicy państwowej przekazano nowo powstałej kompanii granicznej KOP „Filipów”. W jego składzie funkcjonowała do 1939 roku między innymi strażnica KOP „Lipówka”.
Rozkazem nr 2 z 16 stycznia 1939 roku w sprawie przejęcia odcinka granicy polsko-niemieckiej od Korpusu Ochrony Pogranicza na terenie Mazowieckiego Okręgu Straży Granicznej oraz przekazania Korpusowi Ochrony Pogranicza odcinka granicy na terenie Wschodniomałopolskiego Okręgu Straży Granicznej, komendant Straży Granicznej płk Jan Gorzechowski przeniósł komisariat SG „Janówka” do Raczek.  Tym samym rozkazem utworzył placówkę I linii „Lipówka”.

## Służba graniczna
Sąsiednie placówki
- placówka Straży Celnej „Wasilówka” ⇔ placówka Straży Celnej „Witówka” – 1926[11]

## Funkcjonariusze placówki
Kierownicy placówki
| stopień            | imię i nazwisko, numer | okres pełnienia służby | kolejne stanowisko |
| ------------------ | ---------------------- | ---------------------- | ------------------ |
| starszy przodownik | Jan Weigel (1)         | był w 1926             |                    |